# Alfredo Trombetti
Alfredo Trombetti, nascido em Bolonha a 16 de janeiro de 1866 e falecido no Lido de Veneza a 5 de julho de 1929, foi um linguista italiano que desenvolveu a sua actividade, sobretudo, nas três primeiras décadas do século XX.

## Teorias de Trombetti
É conhecido como defensor da teoria monogenética das línguas, consoante a qual todas as línguas do mundo remontam a uma única língua ancestral. Os argumentos a favor da monogénese foram apresentados no seu livro L'Unità d'origine dele linguaggio, publicado em 1905. Esta hipótese originou uma forte controvérsia na época e continua a produzir na actualidade, se bem é certo que nos últimos anos há relevantes defensores dos seus postulados.
A respeito do basco, Trombetti, ainda que não o primeiro, foi um defensor do seu parentesco com as línguas do Cáucaso, mas misturou no grupo caucásico também línguas indoeuropeas, como o hitita, o que minaria os seus argumentos